# 马尔米堡
马尔米堡（義大利語：Forte dei Marmi），是意大利托斯卡纳大区卢卡省的一个市镇。总面积9平方公里，人口7760人，人口密度862.2人/平方公里（2009年）。ISTAT代码为046013。